# Psychotria jamesoniana
Psychotria jamesoniana är en måreväxtart som beskrevs av Paul Carpenter Standley. Psychotria jamesoniana ingår i släktet Psychotria och familjen måreväxter. Inga underarter finns listade i Catalogue of Life.